# غجيغوش كريتشوفياك
غجيغوش كريتشوفياك (بالبولندية: Grzegorz Krychowiak؛ مواليد 29 يناير 1990 في غريفيتسه) هو لاعب كرة قدم بولندي يلعب في مركز الوسط المدافع .
لعب كريتشوفياك في أندية أورزيل مرزيزينو، زاكي كولوبزيغ، ستال زكزيسين، وأركا غدينيا وباريس سان جيرمان الفرنسي ونادي إشبيلية الإسباني و نادي الشباب السعودي و نادي أبها.
تم استدعاء كريتشوفياك للمشاركة مع منتخب بولندا في كأس العالم تحت 20 سنة. في المباراة الافتتاحية شارك أساسياً أمام منتخب البرازيل واستطاع أن يسجل هدف المباراة الوحيد عن طريق ركلة حرة مباشرة في الدقيقة 23. في المباراة الثانية خسر من منتخب الولايات المتحدة 1–6 ولكنه عاد لتحقيق التعادل مع منتخب كوريا الجنوبية 1–1 ليحتل المركز الثاني ويتأهل إلى الدور الثمن النهائي ليصطدم بمنتخب الأرجنتين الذي استطاع التغلب عليه بنتيجة 3–1.
في 14 ديسمبر 2008 شارك كريتشوفياك في أول مباراة دولية مع منتخب بولندا في مواجهة منتخب صربيا ودياً.

## روابط خارجية
- غجيغوش كريتشوفياك على موقع الاتحاد الدولي (مؤرشف)  (الإنجليزية)
- غجيغوش كريتشوفياك على موقع الاتحاد الأوربي (الإنجليزية)
- غجيغوش كريتشوفياك على موقع رابطة كرة القدم الفرنسية للمحترفين (الإنجليزية)
- غجيغوش كريتشوفياك على موقع إي إس بي إن إف سي (الإنجليزية)
- غجيغوش كريتشوفياك على موقع قاعدة بيانات كرة القدم.إي يو (الإنجليزية)
- غجيغوش كريتشوفياك على موقع ليكيب (الفرنسية)
- غجيغوش كريتشوفياك على موقع ناشيونال فوتبول تيمز (الإنجليزية)
- غجيغوش كريتشوفياك على موقع Soccerbase.com (لاعب) (الإنجليزية)
- غجيغوش كريتشوفياك على موقع Soccerway.com (الإنجليزية)
- غجيغوش كريتشوفياك على موقع عالم كرة القدم.نت (الإنجليزية)